# Distretto di Hinwil
Il distretto di Hinwil è un distretto del Canton Zurigo, in Svizzera. Confina con i distretti di Meilen a sud-ovest, di Uster a ovest e di Pfäffikon a nord, con il Canton Turgovia (distretto di Münchwilen) a nord-est e con il Canton San Gallo (distretti di Toggenburg a est e di See-Gaster a sud). Il capoluogo è Hinwil.

## Comuni
Amministrativamente è diviso in 11 comuni:
- Bäretswil
- Bubikon
- Dürnten
- Fischenthal
- Gossau
- Grüningen
- Hinwil
- Rüti
- Seegräben
- Wald
- Wetzikon